# Selivànikha
Selivànikha (en rus: Селиваниха) és un poble del krai de Krasnoiarsk, a Rússia, que en el cens del 2010 tenia 101 habitants. A principis del segle xx era utilitzat com a destinació d'exili administratiu.